# Basilika Santa Teresa (Caracas)

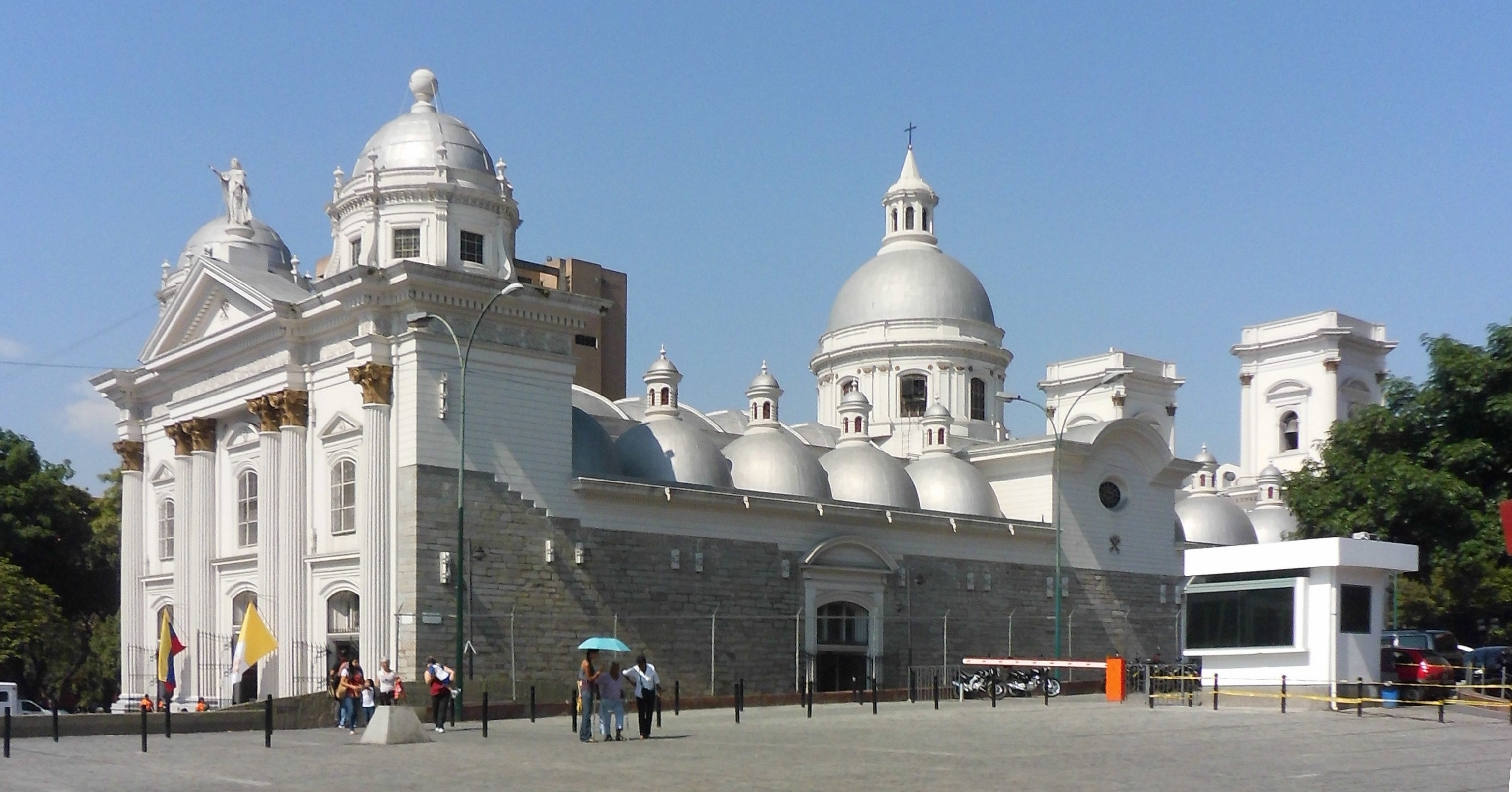
Außenansicht

Die Basilika Santa Teresa (spanisch Basílica de Santa Teresa) ist eine römisch-katholische Kirche in Caracas, Venezuela. Die zum Erzbistum Caracas gehörende Basilica minor führt die Patrozinien von Teresa von Avila und der heiligen Anna. Das Bauwerk wird als Kulturgut nationaler Bedeutung geschützt. In der Basilika wird die Statue des „Nazareners von San Pablo“ verehrt.

## Geschichte
Der Präsident Antonio Guzmán Blanco ordnete den Abriss mehrerer Kirchen in Caracas für verschiedene Neubauten öffentlicher Gebäude an. Anstelle der einstigen Kirche des Hl. Philippo Neri wurde eine monumentale neue Kirche errichtet. 1870 wurde der Architekt Juan Hurtado Manrique mit dem Projekt beauftragt, die Bauarbeiten der Kirche begannen 1877 und endeten 1881. Zu Ehren der Präsidentengattin Doña Ana Teresa, einer frommen Katholikin, wurde am 28. Oktober desselben Jahres die Kirche Santa Teresa geweiht. Am 9. Dezember 1959 wurde sie zum Nationalen Historischen Monument erklärt. Papst Paul VI. erhob die Kirche 1974 in den Rang einer Basilica minor.

## Architektur
Die klassizistische Kirche besitzt zwei große Portale. Die Westfassade ist St. Anna, der östliche Teil St. Teresa geweiht. Beide führen durch das Mittelschiff zum zentralen Hauptaltar mit Baldachin unter der Vierungskuppel.

## Nazarener

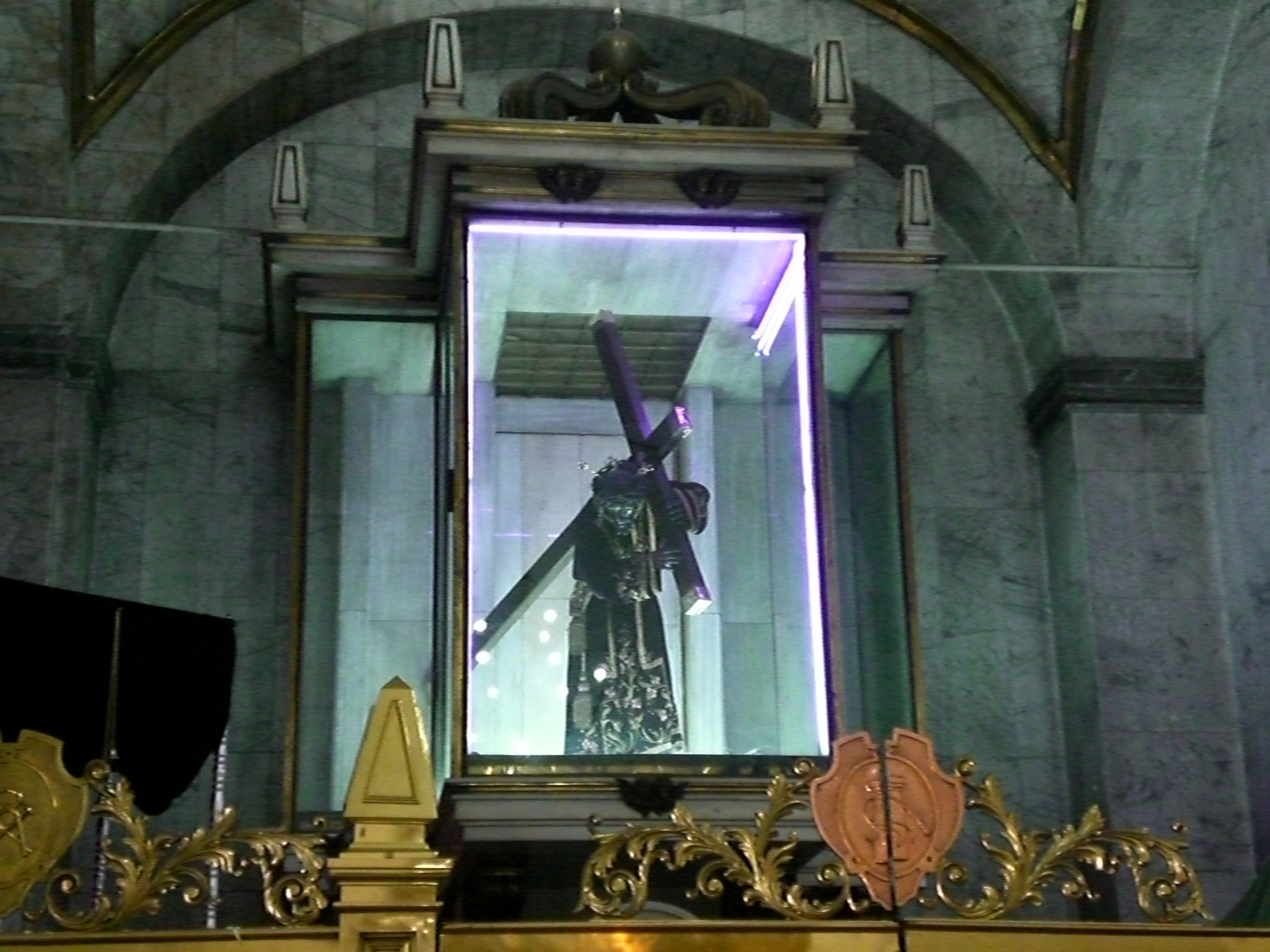
Statue des Nazareners

Bei der Holzstatue des „Nazareners von San Pablo“ handelt es sich um eine Skulptur aus dem 17. Jahrhundert, die dem Bildhauer Felipe de Ribas aus Sevilla zugeschrieben wird. Dargestellt ist Jesus Christus, der das Kreuz auf der siebten Station des Kreuzweges trägt. Die Skulptur wird am Karfreitag in einer drei bis vierstündigen Prozession durch die Stadt getragen.